# Problema răului
Problema răului (care este tema teodiceii: din greacă theos=zeu, dike=dreptate, justiție) pune la îndoială sau caută să justifice existența unui zeu care este deopotrivă omnipotent, atotcunoscător și atotiubitor, fiind adus argumentul că un asemenea zeu nu ar trebui să permită existența răului și a durerii. Această abordare are o variantă foarte răspândită în țările în care creștinismul este subvenționat de stat, prin sublinierea faptului că clerul comite numeroase încălcări ale normelor religioase pe care le propovăduiește (anticlericalism) ; de remarcat că anticlericalismul neagă autoritatea clerului, nu existența lui Dumnezeu (iudeo-creștino-islamic sau păgân).

## Problema logică a răului
Următorul raționament îi este deseori atribuit lui Epicur:
1. Dacă un zeu atotputernic și perfect bun există, atunci răul nu există.
2. În lume există rău.
3. Prin urmare, nu există vreun zeu atotputernic și perfect bun.

Acest argument are forma validă de modus tollens (negarea implicației). În acest caz, P este „Dumnezeu există” iar Q este „nu există rău în lume”.
Deoarece raționamentul nu decurge în mod clar, el a fost îmbunătățit ca:
1. Dumnezeu există.
2. Dumnezeu este omnipotent, omniscient și perfect bun.
3. O ființă perfect de bună dorește să prevină toate relele.
4. O ființă omniscientă cunoaște toate felurile în care relele pot căpăta existență reală.
5. O ființă omnipotentă, care cunoaște toate felurile în care relele pot căpăta existență reală are puterea de a preveni faptul ca ele să capete existență reală.
6. O ființă care cunoaște toate felurile în care relele pot căpăta existență reală, care este capabilă de a preveni faptul ca aceste rele să existe în mod real și care dorește acest lucru ar face ca relele să nu existe.
7. Dacă există o ființă omnipotentă, omniscientă și perfect de bună, atunci răul nu poate exista.
8. Dar răul există (ajungem la o contradicție).

Astfel de variante se numesc problema logică a răului. Ele încearcă să demonstreze că acceptarea acestor propoziții duce la o contradicție, prin urmare ele neputând fi corecte. Cele mai multe dezbateri filosofice s-au centrat asupra propozițiilor care susțin că Dumnezeu nu poate exista împreună cu relele sau că ar dori să prevină toate relele (premizele nr. 3 și nr. 6), iar mulți apărători ai teismului susțin că Dumnezeu ar putea foarte bine exista împreună cu relele și ar putea permite răul pentru a permite un bine mai mare și/sau a permite liberul arbitru. Oponenții au argumentat că apărarea cu ideea de liber arbitru este discreditată de existența răului ne-uman, cum ar fi seceta, tsunami și malaria.
Mulți filosofi acceptă ideea că argumente cum ar fi apologia lui Plantinga prin liberul arbitru (pe scurt, posibilitatea ca Dumnezeu să permită relele pentru a obține binele mai mare al liberei voințe) rezolvă cu succes problema logică a răului exprimată în termeni ai acțiunilor umane; rămâne însă întrebarea cum liberul arbitru și omnisciența lui Dumnezeu pot fi compatibile. Apologia lui Plantinga caută să explice și relele naturale prin a susține că simpla posibilitate logică „a unui spirit puternic, non-uman” cum ar fi Satan este suficientă pentru a rezolva forma logică a problemei suferinței sau a răului natural. Această aserțiune pare să implice fie politeismul fie o interpretare relativ slabă a suveranității divine, dar din moment ce țelul lui Plantinga era doar acela de a respinge aserțiunea că Dumnezeu și răul sunt incompatibile din punct de vedere logic, chiar improbabila dar posibila și coerenta posibilitate de coexistență a lui Dumnezeu cu răul este suficientă în acest scop.

## Teodiceea
Teodiceea este răspunsul apologetic al teologilor și filosofilor la problema răului.
Conform lui Leibniz, anticii numeau păcatul lui Adam drept felix culpa, adică o greșeală din care a izvorât actul cel mai nobil cu putință, sacrificiul lui Isus Hristos. El argumentează acest punct de vedere citând tezele Sfântului Augustin, care sublinia în repetate rânduri că Dumnezeu a permis răul doar pentru a produce un bine cât mai mare și ale Sfântului Toma, care arăta că permiterea răului lucrează spre binele universului.

### Răul ca lipsă a binelui
Teologul din secolul al V-lea Augustin de Hipona susținea că răul există doar ca o lipsă (privare, absență) a ceea ce este bun, prin urmare răul nefiind creat de Dumnezeu. Răul este doar privatio boni sau o absență a binelui ca în discordie, injustiție și pierderea vieții sau a libertății. Unii susțin că asta nu rezolvă complet problema răului, deoarece rămâne întrebarea de ce Dumnezeu a neglijat să creeze binele care lipsește din lume, întrebare la care alții au răspuns prin a invoca povestea cu Adam și Eva.

### Enciclopedii
- The Logical Problem of Evil
- The Evidential Problem of Evil
- The Problem of Evil
- Leibniz on the Problem of Evil
- Evil – The Catholic Encyclopedia
- Theodicy – The Catholic Encyclopedia